# Darko Balaban
Darko Balaban (Novi Sad, 22. septembar 1989) je srpski košarkaš. Igra na poziciji centra.

## Karijera
Počeo je da igra košarku 2003. godine u „Sport Key“ Janka Lukovskog i odatle 2008. godine dolazi u KK Partizan. Sezonu 2010/11. provodi u Crvenoj zvezdi. Godine 2011. postaje član Smedereva 1953, gde je odigrao regularni deo sezone KLS, a na kraju sezone je proglašen MVP-em Prve lige. U martu 2012, pred početak Superlige Srbije, prelazi u BKK Radnički. Za sezonu 2012/13. seli se u rumunski Mureš. Međutim tu ostaje samo do decembra 2012. Pred početak sezone 2013/14. potpisuje otvoreni ugovor sa Vršcem. Napustio ih je nakon samo dve utakmice i potpisao za makedonski tim Feni Industri. Početkom marta 2014. vratio se u Smederevo 1953. Sezonu 2014/15. proveo je u ekipi Segedina, a krajem septembra 2015. potpisao je za PAOK.

## Uspesi

### Reprezentativni
- Univerzijada:  2013.
- Mediteranske igre:  2013.

## Spoljašnje veze
- Profil na eurobasket.com